# Jozef Dauwe

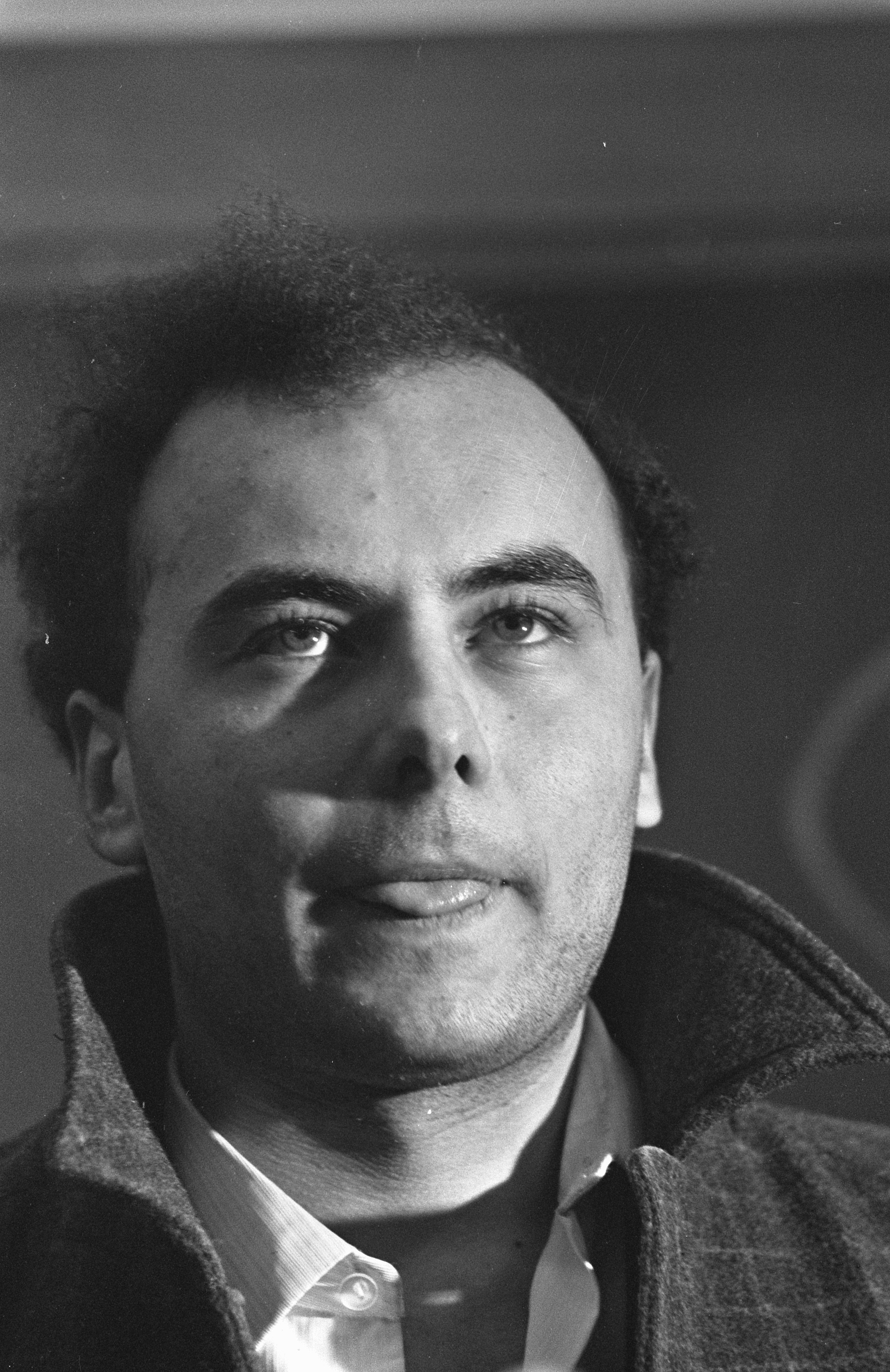
Dauwe als studentenleider in 1968

Jozef (Jef) Dauwe (Dendermonde, 30 april 1946) is een Belgisch advocaat, bibliofiel, auteur en politicus voor CVP en diens opvolger CD&V.

## Opleiding en persoonlijke gegevens
Jozef Dauwe volbracht de Latijn-Griekse humaniora aan het Heilige Maagdcollege in Dendermonde. Hij studeerde politieke en sociale wetenschappen, economische arbeidswetenschappen en rechten aan de Katholieke Universiteit Leuven. Ten tijde van Leuven Vlaams was hij voorzitter van het Katholiek Vlaams Hoogstudentenverbond.
Sinds 1974 is hij advocaat bij de balie van Dendermonde. In die hoedanigheid kreeg hij bekendheid als curator van Boelwerf Vlaanderen, het scheepsbouwbedrijf dat in 1994 failliet ging. Hij was tevens assistent en wetenschappelijk medewerker aan de rechtsfaculteit van de KU Leuven van 1974 tot 1991.
Hij werd politiek actief binnen de CVP en was van 1983 tot 1994 gemeenteraadslid in Lebbeke en van 2001 tot 2012 in Dendermonde. Daarnaast was hij van 2001 tot 2006 schepen in Dendermonde. Na de provincieraadsverkiezingen van 2006 werd hij gedeputeerde voor cultuur, erfgoed, middenstand en erediensten in de deputatie van Oost-Vlaanderen. Na de lokale verkiezingen van 2012 volgde hij zichzelf op als gedeputeerde met dezelfde bevoegdheden. Vanuit deze functie zette hij zich twee legislaturen in voor de promotie van de Oost-Vlaamse kunstenaars en schrijvers.
Hij is gehuwd en heeft drie kinderen. Hij staat bekend als een bibliofiel en mecenas. 

### Functies en erefuncties
- Voorzitter Openbaar Kunstbezit Vlaanderen
- Ondervoorzitter van het Festival van Vlaanderen
- Voorzitter Stichting Maurice Maeterlinck
- Bestuurder van het Nationaal Orkest van België
- Bestuurder van de Academie voor de Studie van de edelsmeedkunst in België
- Bestuurder van de Koninklijke Vereniging der Historische Woonsteden en Tuinen van België
- Effectief lid en 'Wapenheraut' van de Vlaamse Heraldische Raad
- Voorzitter Heemkring Lebbeke
- Voorzitter Bosgroepen van Oost-Vlaanderen
- Voorzitter Monumentenwacht Oost-Vlaanderen
- Voorzitter Regionaal Landschap Vlaamse Ardennen
- Voorzitter Regionaal Landschap Schelde-Durme
- Voorzitter van de stichting Museum voor de Vlaamse Sociale Strijd
- Voorzitter van het College van curatoren bij de Rechtbank van Koophandel Dendermonde (1982 - heden)
- Voorzitter Monumentale Kerken Gent
- Archivaris van de gemeente Lebbeke (1973 - 1983) en sindsdien ere-archivaris
- Gewezen Nationaal Voorzitter van de Vereniging voor Vlaamse Dienstplichtige Militairen (VVDM) (1974 - 1981)
- Gewezen Conservator van het Nationaal Museum van de Boerenkrijg te Overmere (1979 - 2002)
- Gewezen Voorzitter Provinciaal Archeologisch Museum Zuid-Oost-Vlaanderen (Velzeke)
- Erevoorzitter Economische Raad Oost-Vlaanderen

### Onderscheidingen
- Ridder in de Leopoldsorde
- Commandeur in de Orde van het Heilig Graf van Jeruzalem
- Ereburger van de gemeente Lebbeke.

### Boeken en Brochures - Selectie
- Aalst in kaart, beeld, prent. Vijf eeuwen iconografie en cartografie van Aalst, samen met K. Heireman en K. Baert, Aalst, 1976.
- Lebbeke tussen de Franse Revolutie en de Eerste Wereldoorlog (1795-1918), Lebbeke, 1978.
- Lebbeciana. Uit het verleden van Lebbeke-Wieze-Denderbelle, Lebbeke, 1979.
- De kruisboogschutters van St.-Joris te Lebbeke (1377-1796). Bijdrage tot de studie van de Schuttersgilden in Oost-Vlaanderen, Gent, 1983.
- Geschiedenis van de verering tot O.-L.-Vrouw van Lebbeke, Lebbeke, 1983.
- De Koninklijke Harmonie St.-Cecilia van Lebbeke 1785-1985, Lebbeke, 1985.
- Gemeentepolitiek te Lebbeke 1795 – 1990, Lebbeke, 1990.
- Justitiepaleizen te Dendermonde. Van vierschaar tot nieuw gerechtsgebouw, samen met A. Demuynck, Dendermonde, 1997.
- De Boerenkrijg in het kanton Lebbeke 1798, Lebbeke, 1999.
- Dendermonds zilver, Dendermonde, 2000.
- Regesten op de wettelijke passeringen van Lebbeke (1591-1625), Dendermonde, 2003.
- Aansprakelijkheid van bestuurders, zaakvoerders en commissarissen – revisoren bij discontinuïteit, Brugge , 2004.
- Regesten op de wettelijke passeringen van Lebbeke (1626-1689), Dendermonde, 2005.
- Dendermonde in beeld. Iconografie van de stad (13de eeuw – 1914), Dendermonde, 2010.
- Dendermonde brandt. September-oktober 1914, samen met A. Stroobants, Dendermonde, 2014.
- Aalsters Zilver, Gent, 2017.